# Goghi Koguașvili
Goghi Koguașvili (n. 8 februarie 1974, Kutaisi, Republica Sovietică Socialistă Gruzină, URSS) este un luptător ce a reprezentat Echipa Unificată și Rusia, medaliat olimpic. A participat la 4 ediții ale Jocurilor Olimpice (1992, 1996, 2000, 2004) în care a câștigat o medalie de bronz.